# کارخانه نمک‌زدایی سورک
کارخانه نمک‌زدایی سورک (اسراییل، سورک، تأسیس ۱۳۸۹ شمسی)، شده . این نیروگاه با ظرفیت روزانه توانایی املاح‌زدایی ۶۲۴ هزار متر مکعب آب دریا است.
تاسیسات نمک‌زدایی سورِک در ۱۵ کیلومتری جنوب تل‌آویو در اکتبر سال ۲۰۱۳ عملیاتی شد. ساخت این نیروگاه از سال ۱۳۸۹ شمسی (ژانویه ۲۰۱۱) آغاز و با هزینه ۴۰۰ میلیون دلار معادل ۱۲۰۰ میلیارد تومان در سال ۱۳۹۲ به اتمام رسید.

## مراحل ساخت و توسعه
این نیروگاه ظرفیت شیرین‌سازی ۶۲۴ هزار مترمکعب آب در روز را دارد (هر مترمکعب معادل هزار لیتر آب است) که معادل با حدود ۲۳۰ میلیون مترمکعب در سال است (طرح اولیه برای ۱۵۰ میلیون مترمکعب آب برنامه‌ریزی شده بود که در طرح نهایی به ۲۳۰ میلیون مترمکعب ارتقا پیدا کرد.)
نیروگاه نمک‌زدایی سورک با هزینه‌ای برابر با چهارصد میلیون دلار احداث و به بهره‌برداری رسیده است. بنا به آمار شرکت آب‌رسانی اسراییل که وظیفه تهیه و توزیع آب در درون خاک اسرائیل را بر عهده دارد، هر مترمکعب آب در نیروگاه سورک نیم دلار و هزینه پمپاژ آن تا مناطق داخلی سرزمین‌های اشغالی تا ارتفاع ۵۰۰ متر از سطح دریا، بیست سنت است. هر مترمکعب آب از تولید تا مصرف، هفتاد سنت و حداکثر یک دلار هزینه در بردارد که برابر است با بیست وهشت هزار تومان.